# Czarne (powiat lipnowski)
Czarne – wieś w Polsce położona w województwie kujawsko-pomorskim, w powiecie lipnowskim, w gminie Wielgie.

## Podział administracyjny
Do 1954 roku istniała gmina Czarne. W latach 1975–1998 miejscowość administracyjnie należała do województwa włocławskiego.

## Demografia
Według Narodowego Spisu Powszechnego (III 2011 r.) liczyła 360 mieszkańców. Jest siódmą co do wielkości miejscowością gminy Wielgie.

## Historia
Początki wsi sięgają XIV – XV wieku. Pierwsza wzmianka o miejscowości pochodzi z 1379 roku. Wówczas to diecezja płocka przekazała te ziemię parafii w Wierzbicku. W XV i XVI wieku wieś stanowiła gniazdo rodowe rodziny Czyrskich, późniejszych Czerskich. Kolejnymi właścicielami wsi byli: Kalinowski (dzierżawca), Józef Leon Rutkowski i Michał Cissowski.
W XVIII wieku właścicielem wsi zostaje Piotr Pląskowski, starosta bobrownicki i sędzia powiatu lipnowskiego. Po jego śmierci w 1789 roku, dobra przejął jego syn, koniuszy dworski w Opalenicy, sędzia dobrzyński i elektor z 1764 roku Michał Pląskowski (1742-1812). W 1793 r. ufundował drewniany Kościół pw. św. Michała. Otrzymał on swoją nazwę na cześć fundatora. Budowę Kościoła zainspirował prawdopodobnie stryj Michała, biskup Fabian Franciszek Pląskowski. Kościół ten istnieje do dziś.
W 1812 r. wieś Czarne przejął syn Michała, Antoni. W 1815 r. Antoniego wykupił jego brat Kajetan Cyprian Pląskowski. W 1847 r. Kajetan zapisał majątek swojemu synowi Ignacemu Kazimierzowi. Jego wartość szacowano wówczas na ok. 350 tysięcy złotych. W tym czasie w skład majątku Czarne wchodziły także folwarki Józefowo, Bałdowo i Rumunki Płąskowice.
W latach 50. XIX wieku Ignacy przeprowadził m.in. meliorację majątku, zbudował nowe budynki gospodarcze, a także piętrowy dwór dla swojej rodziny, nazywany Pałacem. Charakteryzuje go trzypiętrowa, cylindryczna wieża z żeliwnym balkonem oraz taras. Dom posiada parterową przybudówkę. Jego ozdobą była bogata biblioteka odziedziczona po Jakubie Teodorze Trembeckim, pradziadka Józefy Pląskowskiej, żony Kajetana. Wniosła ona także do domu kolekcję portretów rodowych. Pałac przetrwał do dzisiejszych czasów. Obecnie mieści się tu Szkoła Podstawowa im. Jana Pawła II. Dwór otoczony jest parkiem. Niegdyś park zajmował 3 ha przestrzeni, obecnie jest to 0,8 ha. Park graniczy z rzeką Chełmiczka, nazywaną niegdyś Czarną Strugą. W czasach Ignacego istniały we wsi siedziba władz gminnych i sąd gminny, a także szkoła elementarna i karczma. Miejscowość liczyła wówczas 169 mieszkańców.
Po śmierci Ignacego w 1888 r., wieś odziedziczył jego syn Karol Teodor Pląskowski. W 1893 r. sprzedał ją Teodorowi Dąbrowskiemu. Pod koniec XIX wieku na terenie majątku wzniesiono młyny, browar i gorzelnię. W okresie dwudziestolecia międzywojennego wieś należała do Stanisława Wilskiego (1874-1942). W tym okresie przestała być ośrodkiem zarządzania dóbr. W czasie II wojny światowej właścicieli majątku wyrzucono, a majątek objął niemiecki zarządca. W czasie wojny wieś nosiła nazwę Schwarzen. W 1945 r. majątek przejęło państwo.
Począwszy od początku XXI wieku, do wsi napływa więcej ludności nierolniczej. W tym czasie dokonano też renowacji Kościoła św. Michała. W trakcie prac odnaleziono szczątki dwóch synów Ignacego Pląskowskiego, pochowanych pod posadzką.

## Zabytki
Według rejestru zabytków NID na listę zabytków wpisany jest drewniany kościół pw. św. Michała z 1793, nr rej.: A/434 z 15.11.1982.